# Lista municipiilor și a orașelor din România înființate după 1989
Acest articol prezintă o listă a localităților care au devenit orașe și municipii în România după 1989.
| Județul       | Municipii                                                        | Orașe                                                                                          |
| ------------- | ---------------------------------------------------------------- | ---------------------------------------------------------------------------------------------- |
| Alba          | 1. Aiud 2. Blaj 3. Sebeș                                         | 1. Baia de Arieș 2. Teiuș                                                                      |
| Arad          |                                                                  | 1. Pecica 2. Sântana                                                                           |
| Argeș         | 1. Câmpulung 2. Curtea de Argeș 3. Mioveni                       | 1. Ștefănești                                                                                  |
| Bacău         | 1. Moinești                                                      |                                                                                                |
| Bihor         | 1. Beiuș 2. Salonta 3. Marghita                                  | 1. Săcueni                                                                                     |
| Botoșani      | 1. Dorohoi                                                       | 1. Bucecea 2. Flămânzi 3. Ștefănești                                                           |
| Brașov        | 1. Codlea 2. Săcele                                              | 1. Ghimbav                                                                                     |
| Buzău         | 1. Râmnicu Sărat                                                 | 1. Pătârlagele                                                                                 |
| Caraș-Severin | 1. Caransebeș                                                    |                                                                                                |
| Călărași      | 1. Oltenița                                                      |                                                                                                |
| Cluj          | 1. Câmpia Turzii 2. Gherla                                       |                                                                                                |
| Constanța     | 1. Mangalia 2. Medgidia                                          | 1. Băneasa (2004-2019)                                                                         |
| Covasna       | 1. Târgu Secuiesc                                                |                                                                                                |
| Dâmbovița     | 1. Moreni                                                        | 1. Răcari                                                                                      |
| Dolj          | 1. Băilești 2. Calafat                                           | 1. Bechet 2. Dăbuleni                                                                          |
| Gorj          | 1. Motru                                                         | 1. Tismana 2. Turceni                                                                          |
| Harghita      | 1. Gheorgheni 2. Toplița                                         |                                                                                                |
| Hunedoara     | 1. Brad 2. Lupeni 3. Orăștie 4. Vulcan                           | 1. Geoagiu                                                                                     |
| Ialomița      | 1. Urziceni                                                      | 1. Amara 2. Căzănești 3. Fierbinți-Târg                                                        |
| Iași          | 1. Pașcani                                                       | 1. Podu Iloaiei                                                                                |
| Ilfov         |                                                                  | 1. Chitila 2. Otopeni 3. Popești-Leordeni 4. Voluntari 5. Pantelimon 6. Măgurele 7. Bragadiru  |
| Maramureș     |                                                                  | 1. Dragomirești 2. Săliștea de Sus 3. Șomcuta Mare 4. Tăuții-Măgherăuș 5. Ulmeni               |
| Mehedinți     | 1. Orșova                                                        |                                                                                                |
| Mureș         | 1. Reghin 2. Târnăveni                                           | 1. Miercurea Nirajului 2. Sărmașu 3. Sângeorgiu de Pădure 4. Ungheni                           |
| Neamț         |                                                                  | 1. Roznov                                                                                      |
| Olt           | 1. Caracal                                                       | 1. Potcoava                                                                                    |
| Prahova       | 1. Câmpina                                                       |                                                                                                |
| Satu Mare     | 1. Carei                                                         | 1. Ardud 2. Livada                                                                             |
| Sibiu         |                                                                  | 1. Miercurea Sibiului 2. Săliște                                                               |
| Suceava       | 1. Câmpulung Moldovenesc 2. Fălticeni 3. Rădăuți 4. Vatra Dornei | 1. Broșteni 2. Cajvana 3. Dolhasca 4. Frasin 5. Liteni 6. Milișăuți 7. Salcea 8. Vicovu de Sus |
| Teleorman     | 1. Roșiori de Vede                                               |                                                                                                |
| Timiș         | 1. Timișoara 2. Lugoj                                            | 1. Ciacova 2. Făget 3. Gătaia 4. Recaș                                                         |
| Vaslui        | 1. Huși                                                          | 1. Murgeni                                                                                     |
| Vâlcea        | 1. Drăgășani                                                     | 1. Băbeni 2. Bălcești 3. Berbești                                                              |
| Vrancea       | 1. Adjud                                                         |                                                                                                |